# Rebeka Masarova
Rebeka Masarova, née le 6 août 1999 à Bâle, est une joueuse de tennis suisse et espagnole.

## Carrière
En 2016, elle atteint les demi-finales du tournoi junior de l'Open d'Australie puis remporte celui de Roland-Garros en battant Amanda Anisimova en finale.
Le 16 juillet 2016, elle atteint les demi-finales du tournoi de Gstaad pour son premier tournoi WTA.
En janvier 2017, elle perd en finale du tournoi junior de l'Open d'Australie.
D'origine espagnole par sa mère, elle choisit de représenter ce pays à partir de janvier 2018.
En juillet 2022, elle atteint pour la première fois de sa carrière la finale d'un tournoi WTA 125 à Båstad, en battant notamment la tête de série numéro 2, Anna Karolína Schmiedlová en quarts de finale (3-6, 6-1, 7-5). Elle s'incline en finale contre la Sud-Coréenne Jang Su-jeong (6-3, 3-6, 1-6).
En janvier 2023, elle atteint sa première finale au niveau WTA à Auckland. Issue des qualifications, elle se défait de la tête de série numéro deux Sloane Stephens, de la Russe Anna Blinkova, de Karolína Muchová et d'une autre qualifiée, Ysaline Bonaventure en demi-finale, le tout sans perdre un seul set. Elle est battue en finale par la septième joueuse mondiale, Coco Gauff, en deux petits sets (1-6, 1-6).
Depuis janvier 2024 elle représente à nouveau la Suisse.

## Palmarès

### Titre en simple dames
Aucun

### Finale en simple dames
| No | Date       | Nom et lieu du tournoi | Catégorie | Dotation  | Surface    | Vainqueure | Score    |          |
| -- | ---------- | ---------------------- | --------- | --------- | ---------- | ---------- | -------- | -------- |
| 1  | 02-01-2023 | ASB Classic, Auckland  | WTA 250   | 259 303 $ | Dur (ext.) | Coco Gauff | 6-1, 6-1 | Parcours |

### Finales en simple en WTA 125
| No | Date       | Nom et lieu du tournoi                                    | Catégorie | Dotation  | Surface      | Vainqueure    | Score         |          |
| -- | ---------- | --------------------------------------------------------- | --------- | --------- | ------------ | ------------- | ------------- | -------- |
| 1  | 04-07-2022 | Nordea Open, Båstad                                       | WTA 125   | 115 000 $ | Terre (ext.) | Jang Su-jeong | 3-6, 6-3, 6-1 | Parcours |
| 2  | 01-04-2024 | Open Internacional Femeni Solgironès, La Bisbal d'Empordà | WTA 125   | 115 000 $ | Terre (ext.) | María Carlé   | 3-6, 6-1, 6-2 | Parcours |
| 3  | 28-04-2025 | Catalonia Open WTA 125, Vic                               | WTA 125   | 115 000 $ | Terre (ext.) | Dalma Gálfi   | 6-3, 6-0      | Parcours |

### Titre en double en WTA 125
| No | Date       | Nom et lieu du tournoi                      | Catégorie | Dotation  | Surface      | Partenaire     | Finalistes                   | Score    |          |
| -- | ---------- | ------------------------------------------- | --------- | --------- | ------------ | -------------- | ---------------------------- | -------- | -------- |
| 1  | 06-06-2022 | BBVA Open Internacional de Valencia Valence | WTA 125   | 115 000 $ | Terre (ext.) | Aliona Bolsova | Alexandra Panova Arantxa Rus | 6-0, 6-3 | Parcours |

### Finale en double en WTA 125
| No | Date       | Nom et lieu du tournoi                                   | Catégorie | Dotation  | Surface      | Vainqueures                      | Partenaire     | Score     |          |
| -- | ---------- | -------------------------------------------------------- | --------- | --------- | ------------ | -------------------------------- | -------------- | --------- | -------- |
| 1  | 05-06-2023 | Open Internacional Femeni Solgironès La Bisbal d'Empordà | WTA 125   | 115 000 $ | Terre (ext.) | Caroline Dolehide Diana Shnaider | Aliona Bolsova | 7-65, 6-3 | Parcours |

## Parcours en Grand Chelem

### En simple dames
| Année | Open d'Australie | Open d'Australie   | Internationaux de France | Internationaux de France | Wimbledon       | Wimbledon              | US Open        | US Open           |
| ----- | ---------------- | ------------------ | ------------------------ | ------------------------ | --------------- | ---------------------- | -------------- | ----------------- |
| 2021  | —                | —                  | —                        | —                        | —               | —                      | 2e tour (1/32) | Elina Svitolina   |
| 2022  | Q3               | Jang Su-jeong      | Q1                       | Olga Danilović           | 1er tour (1/64) | Harriet Dart           | Q2             | Erika Andreeva    |
| 2023  | Q2               | Lucrezia Stefanini | 1er tour (1/64)          | Coco Gauff               | 2e tour (1/32)  | Elisabetta Cocciaretto | 2e tour (1/32) | A. K. Schmiedlová |
| 2024  | 2e tour (1/32)   | Lesia Tsurenko     | 1er tour (1/64)          | Markéta Vondroušová      | 1er tour (1/64) | Liudmila Samsonova     | Q1             | Francesca Jones   |
| 2025  | Q3               | Daria Snigur       | Q3                       | Tamara Korpatsch         | Q2              | Nina Stojanović        |                |                   |

N.B. : à droite du résultat se trouve le nom de l'ultime adversaire.

### En double dames
| 2023 | —                                                                                  | — | 1er tour (1/32) L. Marozava \|\| style="text-align:left;" \| V. Kudermetova L. Samsonova | 2e tour (1/16) E. Hozumi \|\| style="text-align:left;" \| C. Dolehide Zhang S.       | 2e tour (1/16) A. Bolsova \|\| style="text-align:left;" \| L. Fernandez T. Townsend |  |
| 2024 | 2e tour (1/16) A. Bogdan \|\| style="text-align:left;" \| D. Krawczyk E. Shibahara | — | —                                                                                        | 1er tour (1/32) L. Nosková \|\| style="text-align:left;" \| K. Siniaková T. Townsend |                                                                                     |  |

N.B. : le nom de la partenaire se trouve sous le résultat ; les noms des ultimes adversaires se trouvent à droite.

## Parcours en WTA 1000
Les tournois WTA « Premier Mandatory » et « Premier 5 » (entre 2009 et 2020) et WTA 1000 (à partir de 2021) constituent les catégories d'épreuves les plus prestigieuses, après les quatre levées du Grand Chelem. 

De 2009 à 2023, les tournois Premier Mandatory (dits tournois WTA 1000 obligatoires entre 2021 et 2023) regroupent Indian Wells, Miami, Madrid et Pékin, les autres constituant les tournois Premier 5 (tournois WTA 1000 non-obligatoires). À partir de 2024, le nombre de tournois WTA 1000 passe à 10 par saison (fin de l’alternance Doha / Dubaï), ces derniers devenant tous obligatoires et offrant tous 1000 points à la vainqueure (contre 900 points précédemment pour les tournois Premier 5).

### En simple dames
| Année |       |                |                              |                             |                           |                           |                           |       |             |       |  |  |
| Doha  | Dubaï | Indian Wells   | Miami                        | Madrid                      | Rome                      | Canada                    | Cincinnati                | Pékin |             | Wuhan |  |  |
| Doha  | Dubaï | Indian Wells   | Miami                        | Madrid                      | Rome                      | Canada                    | Cincinnati                | Pékin | Guadalajara |       |  |  |
| Doha  | Dubaï | Indian Wells   | Miami                        | Madrid                      | Rome                      | Canada                    | Cincinnati                | Pékin |             |       |  |  |
| 2023  |       | Hors catégorie | 1er tour (1/32) A. Sasnovich | 1er tour (1/64) P. Stearns  |                           | 3e tour (1/16) M. Sákkari |                           |       |             |       |  |  |
| 2024  |       |                |                              | 1er tour (1/64) E. Raducanu |                           |                           | 1er tour (1/64) I-C. Begu |       |             |       |  |  |
| 2025  |       |                |                              |                             | 3e tour (1/16) D. Collins | 3e tour (1/16) P. Stearns |                           |       |             |       |  |  |

Sous le résultat, l’ultime adversaire.
1. 1 2   Les tournois de Doha et Dubaï alternent le statut de tournoi WTA 1000 (ex Premier 5) entre 2009 et 2023 : les trois premières éditions ont lieu à Dubaï, les trois suivantes à Doha, puis Dubaï accueille le tournoi de cette catégorie les années impaires et Dubaï les années paires. De 2011 à 2023, la ville qui n’accueille pas de WTA 1000 organise à la place un tournoi WTA 500 (ex Premier).
2. 1 2 3 4 5 6 7   L’ordre de déroulement des tournois a évolué depuis 2009 : Rome se dispute avant Madrid et Cincinnati avant Montréal/Toronto jusqu’en 2010, tandis que Tokyo/Wuhan/Guadalajara ont lieu avant Pékin jusqu’en 2023.

## Records et statistiques

### Victoires sur le top 10
Toutes ses victoires sur des joueuses classées dans le top 10 de la WTA lors de la rencontre.
| Légende      |
| Grand Chelem |
| Premier      |
| Intern'l     |
| Fed Cup      |

|   |       |  | Tournoi | Année | Surface |  | Adversaire    | Rang | Tour | Score    | Tableau |
| - | ----- |  | ------- | ----- | ------- |  | ------------- | ---- | ---- | -------- | ------- |
| 1 | no 71 |  | US Open | 2023  | Dur     |  | María Sákkari | no 8 | 1/64 | 6-4, 6-4 | Tableau |

## Classements WTA en fin de saison
| Année          | 2016 | 2017 | 2018 | 2019 | 2020 | 2021 | 2022 | 2023 | 2024 |
| Rang en simple | 322  | 439  | 760  | 666  | 717  | 162  | 132  | 65   | 149  |
| Rang en double | 947  | 667  | 1156 | 302  | 337  | 269  | 189  | 158  | 478  |

Source : (en) Classements de Rebeka Masarova sur le site officiel de la Fédération internationale de tennis